# Clare Akamanzi
Clare Akamanzi (sinh năm 1979) là một nữ luật sư, nhà hành chính công, doanh nhân và chính trị gia người Rwanda. Bà từng giữ chức Giám đốc điều hành kiêm Tổng giám đốc của  Cơ quan Phát triển Rwanda (RDB) từ ngày 4 tháng 2 năm 2017 đến tháng 9 năm 2023. Đây là một chức danh thuộc cấp nội các, do Tổng thống Rwanda trực tiếp bổ nhiệm. Akamanzi cũng được chỉ định làm Tổng giám đốc của NBA Africa, sau khi Giám đốc điều hành trước đó là Victor Williams từ chức.

## Tiểu sử
Clare Akamanzi sinh năm 1979 tại Uganda trong một gia đình người tị nạn gốc Rwanda. Bà là con thứ tư trong một gia đình gồm sáu anh chị em. Do hoàn cảnh tị nạn, gia đình bà thường xuyên phải thay đổi nơi cư trú và không có chỗ ở cố định trong thời gian sống tại Uganda. Bà theo học tại nhiều cơ sở giáo dục trong nước trước khi bước vào bậc đại học.
Akamanzi nhận bằng Cử nhân Luật tại Đại học Makerere và chứng chỉ kỹ năng về Thực hành Pháp lý tại Law Development Centre ở Kampala. Sau đại học, bà tiếp tục theo học và nhận bằng Thạc sĩ Luật chuyên lĩnh vực Thương mại và Đầu tư tại Đại học Pretoria ở Nam Phi, và sau đó là bằng Thạc sĩ Hành chính công tại Đại học Harvard. Tháng 6 năm 2018, bà được Đại học Concordia ở Canada trao bằng Tiến sĩ Luật danh dự.

## Sự nghiệp
Vào năm 2004, Akamanzi bắt đầu công việc tại Tổ chức Thương mại Thế giới ở Geneva, Thụy Sĩ. Bà được chính phủ Rwanda bổ nhiệm cho vai trò là nhà ngoại giao, đàm phán tại WTO. Tiếp đó, bà giữ chức vụ tùy viên thương mại cho Đại sứ quán Rwanda có trụ sở tại London.
Năm 2006, Akamanzi trở về Rwanda và được bổ nhiệm làm Phó Tổng Giám đốc cho Rwanda Investment and Export Promotion Agency (RIEPA) trước khi cơ quan này được sáp nhập vào RDB, năm 2008.
Năm 2008, Akamanzi đảm nhiệm vị trí Phó Giám đốc điều hành phụ trách Hoạt động và Dịch vụ Kinh doanh tại Cơ quan Phát triển Rwanda (RDB).  Sau đó, bà được bổ nhiệm làm Giám đốc điều hành của RDB. Trong thời gian công tác, bà đã tạm dừng công việc để theo học các chương trình sau đại học tại Hoa Kỳ. Sau khi hoàn tất chương trình học, bà quay trở lại Rwanda và được phân công giữ chức vụ Trưởng phòng Chiến lược và Chính sách tại Văn phòng Tổng thống Rwanda.
Năm 2020, theo nguồn tin từ Tổ chức Y tế Thế giới (WHO) công bố, Akamanzi là một trong những thành viên sáng lập Hội đồng quản trị của WHO Foundation.
Vào ngày 27 tháng 12 năm 2023, có thông tin rằng Akamanzi sẽ đảm nhiệm vị trí Giám đốc điều hành của NBA Africa từ ngày 23 tháng 1 năm 2024.